# Uthman Abd al-Aziz
Scheich Uthman Abd al-Aziz (arabisch عثمان عبد العزيز ʿUthmān ʿAbd al-ʿAzīz; * 1922 in Provinz Sulaimaniya; † 1999) war in den 1960er bis 1980er Jahren ein aktives Mitglied der Muslimbruderschaft in Kairo. Er war Vorsitzender der Muslimbruderschaft in Kurdistan. 1980 gründete er in Halabdscha, wahrscheinlich mit finanzieller Hilfe aus Saudi-Arabien, die Islamische Bewegung in Kurdistan.
Nach dem Tod Uthman Abd al-Aziz' übernahmen seine Brüder Ali und Siddiq im August 1999 die Führung der Islamischen Bewegung in Kurdistan/Irak.

## Biographie
Scheich Uthman Abd al-Aziz war Gründer und Führer der Islamischen Bewegung im Kurdistan/Irak – die Scheichsfamilie von Abd al-Aziz war im irakischen Kurdistan allgemein bekannt.
Geboren wurde Uthman Abd al-Azizin in der Provinz as-Sulaimaniya in einem Dorf des Bezirkes von Halabja. Sein Vater (Scheich Saleh Abdel Karim) war ein Lehrer an der Schule dieses Dorfes.
Als Uthman Abd al-Aziz sieben Jahre alt war, etwa in 1930, nahm sein Vater ihn und Scheich Ahmad Abdel Karim sowie seinen ältesten Bruder Scheich Omar Abdel-Aziz zu Studien des Islam mit in die Schule.
In der privaten Schule, die er (1940) abschloss, erlernte Uthman Abd al-Aziz die islamische Wissenschaft. Nach dem Abschluss zog Uthman Abd al-Aziz nach Halabdscha (1943), wo er dort den Posten der Lehre und des Predigers in der Imam-asch-Schāfiʿī-Moschee übernahm.